# خانه حاجی رئیس
خانه حاجی رئیس مربوط به دوره قاجار است و در تربت حیدریه، خیابان فردوسی جنوبی، کوچه میلان ۲، پلاک ۲۰ واقع شده و این اثر در تاریخ ۲۴ اسفند ۱۳۸۳ با شمارهٔ ثبت ۱۱۶۶۲ به‌عنوان یکی از آثار ملی ایران به ثبت رسیده است.